# Ektomie
Die Ektomie (altgriechisch ἐκτομή ektomḗ, „Herausschneiden“) oder die Totalexstirpation (lateinisch) sind medizinische Begriffe für die operative und in der Regel vollständige Entfernung eines Organs oder einer klar umrissenen anatomischen Struktur. Dabei wird der Begriff für die spezielle Entfernung aus dem in der Regel griechischen Namen des Organs oder der Struktur und dem Wort -ektomie zusammengesetzt.
Der Begriff ist von der Exstirpation und der Resektion abzugrenzen.

## Indikationen
Medizinische Indikationen für eine Ektomie sind vor allem Tumoren. Aber auch akute oder chronische Entzündungen (Wurmfortsatz, Mandeln) sowie geschlechtsangleichende Operationen oder das Herbeiführen einer Unfruchtbarkeit/Kastration (Geschlechtsorgane) können Indikationen sein.

## Totalentfernung spezieller Strukturen
| Fachbegriff            | betroffene Struktur                        |
| ---------------------- | ------------------------------------------ |
| Adenektomie            | Drüsen                                     |
| Adnexektomie           | Adnexe                                     |
| Adrenalektomie         | Nebenniere                                 |
| Appendektomie          | Wurmfortsatz                               |
| Aurikulektomie         | Ohrmuschel                                 |
| Bullektomie            | Lunge                                      |
| Bursektomie            | Schleimbeutel                              |
| Bunionektomie          | Zeh                                        |
| Cholezystektomie       | Gallenblase                                |
| Duodenopankreatektomie | Zwölffingerdarm und Bauchspeicheldrüse     |
| Gastrektomie           | Magen                                      |
| Hämorrhoidektomie      | Hämorrhoiden                               |
| Hysterektomie          | Gebärmutter                                |
| Klitoridektomie        | Klitoris                                   |
| Kraniektomie           | Schädel-Dach                               |
| Laminektomie           | Wirbelbogen                                |
| Laryngektomie          | Kehlkopf                                   |
| Lobektomie             | Lobus (Lappen eines gelappten Organs)      |
| Lymphadenektomie       | Lymphknoten                                |
| Mastektomie            | Milchdrüse                                 |
| Meniskektomie          | Meniskus                                   |
| Myektomie              | Skelettmuskel                              |
| Nekrektomie            | nekrotisches Gewebe                        |
| Nephrektomie           | Niere                                      |
| Omentektomie           | Omentum majus                              |
| Ovarektomie            | Eierstock                                  |
| Orchidektomie          | Hoden                                      |
| Pankreatektomie        | Bauchspeicheldrüse                         |
| Parathyreoidektomie    | Nebenschilddrüse                           |
| Parotidektomie         | Ohrspeicheldrüse                           |
| Patellektomie          | Kniescheibe                                |
| Penektomie             | Penis                                      |
| Pneum(on)ektomie       | Lungenflügel                               |
| Polypektomie           | Polyp (Geschwulst)                         |
| Prostatektomie         | Prostata                                   |
| Salpingektomie         | Eileiter                                   |
| Splenektomie           | Milz                                       |
| Thyreoidektomie        | Schilddrüse                                |
| Tonsillektomie         | Mandel                                     |
| Vasektomie             | Samenleiter                                |
| Vitrektomie            | Glaskörper des Auges                       |
| Vulvektomie            | Teile der Vulva, vor allem die Schamlippen |
| Zystektomie            | Harnblase                                  |